# RoboBuilder
 (juin 2023).

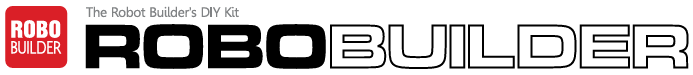
RoboBuilder logo

RoboBuilder est une entreprise sud-coréenne de robotique, créée en 2007 à la suite de l’absorption de « MegaRobotics Corp » (première compagnie mondiale à créer un servomoteur intelligent).

## Présentation de l'entreprise[1]
(septembre 2016).
RoboBuilder est une entreprise spécialisée dans les robots à but éducatif, de divertissement et pour la Recherche et le Développement.
Le gouvernement Coréen a décerné à la compagnie, le « Korea Robot Prize Awarded » en 2009/2011. L'entreprise a été sélectionnée par SMBA (Small and Medium Business Administration in korea) comme entreprise à grand potentiel pour l’exportation. Elle a également été sélectionnée comme entreprise apportant une véritable présence nationale en Corée du sud pour les projets de R&D en robotique  dont le budget global d'investissement est estimé à 690 millions de Dollars US.
Les premiers kits de robotique humanoïde destiné à l’éducation on été produits en 2012.
L'entreprise est le premier fournisseur de kits robotiques pédagogiques dans les écoles en Corée, Chine, Qatar et Brésil.
Destinés aux amateurs et hobbyistes de la robotique, les robots de la gamme RoboBuilder sont souvent comparés aux kits concurrents Robonova ou Bioloïd.
L'assemblage le plus souvent choisi est à forme de robot humanoïde HUNO.
Les robots humanoïdes de la compagnie  Robobuilder sont principalement vendus avec 16 servomoteurs wCK, ou SAM des servos intelligents intégrants de l'µC ATMega8 et communiquant avec le RBC ou l'ordinateur par un protocole UART.
Certains kits pré-intègrent également divers capteurs comme un accéléromètre. Le RBC disposant de deux connexions I2C, une multitude de capteurs peuvent être branchés.

## Programmabilité
Les robots de la compagnie RoboBuilder peuvent se programmer avec une grande variété de langages du fait du protocole wCK permettant de contrôler les servomoteurs directement en branchant le robot sur un port RS232 (port série) de l'ordinateur. Par exemple, en C, C#, C++, Ruby, L#, PHP, BASIC, et virtuellement tout langage pouvant écrire et lire sur le port série.
Le firmware du RBC (Unité de contrôle principale) du robot, qui embarque un Atmel Mega128, se programme en C pour AVR.
Les servomoteurs peuvent être commandés directement via des commandes simples comme Lire la position, Aller à telle coordonnée, etc.
Les servomoteurs de la gamme SAM (Smart Actuators Modules) sont compatibles avec les cartes contrôleurs Arduino (Uno et Mini) et Picaxe du fait de l'utilisation du protocole UART.